# 新町遺跡
座標: 北緯35度17分13.3秒 東経136度54分43.8秒 / 北緯35.287028度 東経136.912167度

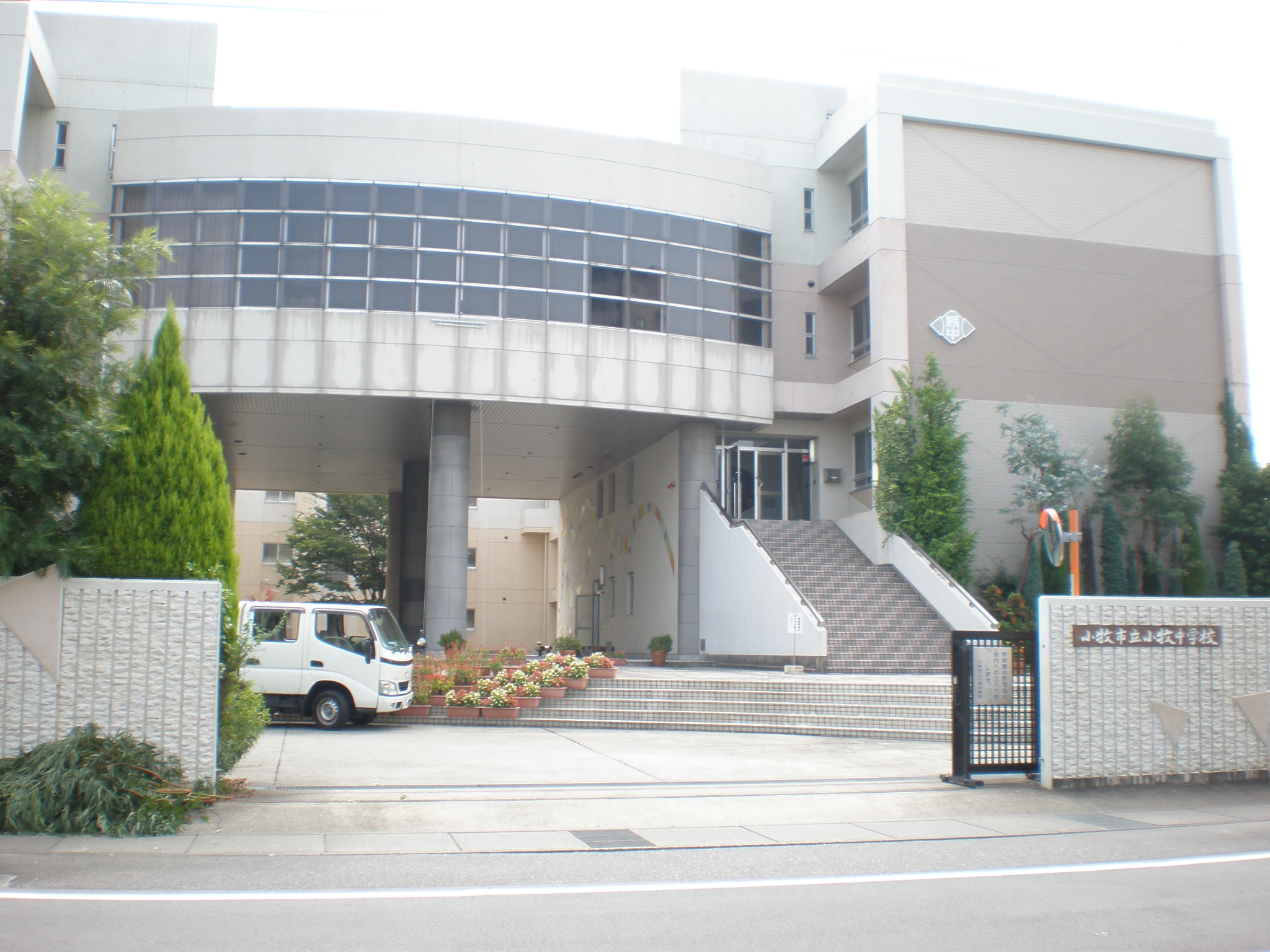
遺跡上に立地する小牧市立小牧中学校。

新町遺跡（しんまちいせき）は、愛知県小牧市中部に所在する戦国時代の城下町の遺跡である。

## 概要
1563年（永禄6年）7月に織田信長が居城を清須城から小牧山に移した後、山の南側に町が整備された。同遺跡は当時織田信長が整備した町の東端に当たり、発掘調査から主に武家屋敷や下級武士の住居があったことが解っている。
1567年（永禄10年）に織田信長が岐阜城へ居城を移すと小牧山城は廃城になり、町は縮小された。その際西側は江戸時代初期まで続いたが、新町遺跡のある東側は堀が埋められるなど、居住域としては使われなくなった。
1989年（平成元年）に遺跡が見つかり、数回にわたって調査が行なわれた。しかし小牧市立小牧中学校をこの地に移転させるため、遺跡部分は盛土で覆い、地下に保存されることとなった。1998年（平成10年）に、同地に小牧中学校が移転した。現在遺跡がある場所は、同中学校のグラウンドとなっている。

## 年表
- 1563年（永禄6年）7月 - 織田信長が清須城から小牧山城に居城移転。城下町が作られる。
- 1567年（永禄10年） - 織田信長が美濃稲葉山城を攻略し、岐阜城と改めて居城を移転。小牧山城は廃城となり、町は縮小される。
- 1624年（元和9年）- 残った町の部分が尾張藩によって東に移転させられる。小牧宿の誕生。
- 1989年（平成元年）- 遺跡発見[1]。
- 1995年（平成6年）}- 試掘調査実施[1]。
- 1996年（平成7年）5月 - 遺跡の本格的調査開始[1]。
- 1996年（平成7年）12月 - 第2次調査実施[1]。
- 1997年（平成8年）7月 - 第3次調査実施[1]。

## 所在地
- 愛知県小牧市堀の内4丁目地内：小牧市立小牧中学校グラウンド地下

## 関連書籍
- 『愛知県小牧市遺跡範囲確認調査報告書4』小牧市/編（小牧市教育委員会、1995年3月）
- 『小牧城下町発掘調査報告書～新町遺跡』中嶋隆、坪井裕司、浅野友昭/編（小牧市教育委員会、1998年3月）